# مانون فن روین
مانون فن روین (به انگلیسی: Manon van Rooijen) (زادهٔ ۳ ژوئیهٔ ۱۹۸۲) شناگر اهل هلند است.